# Foguer

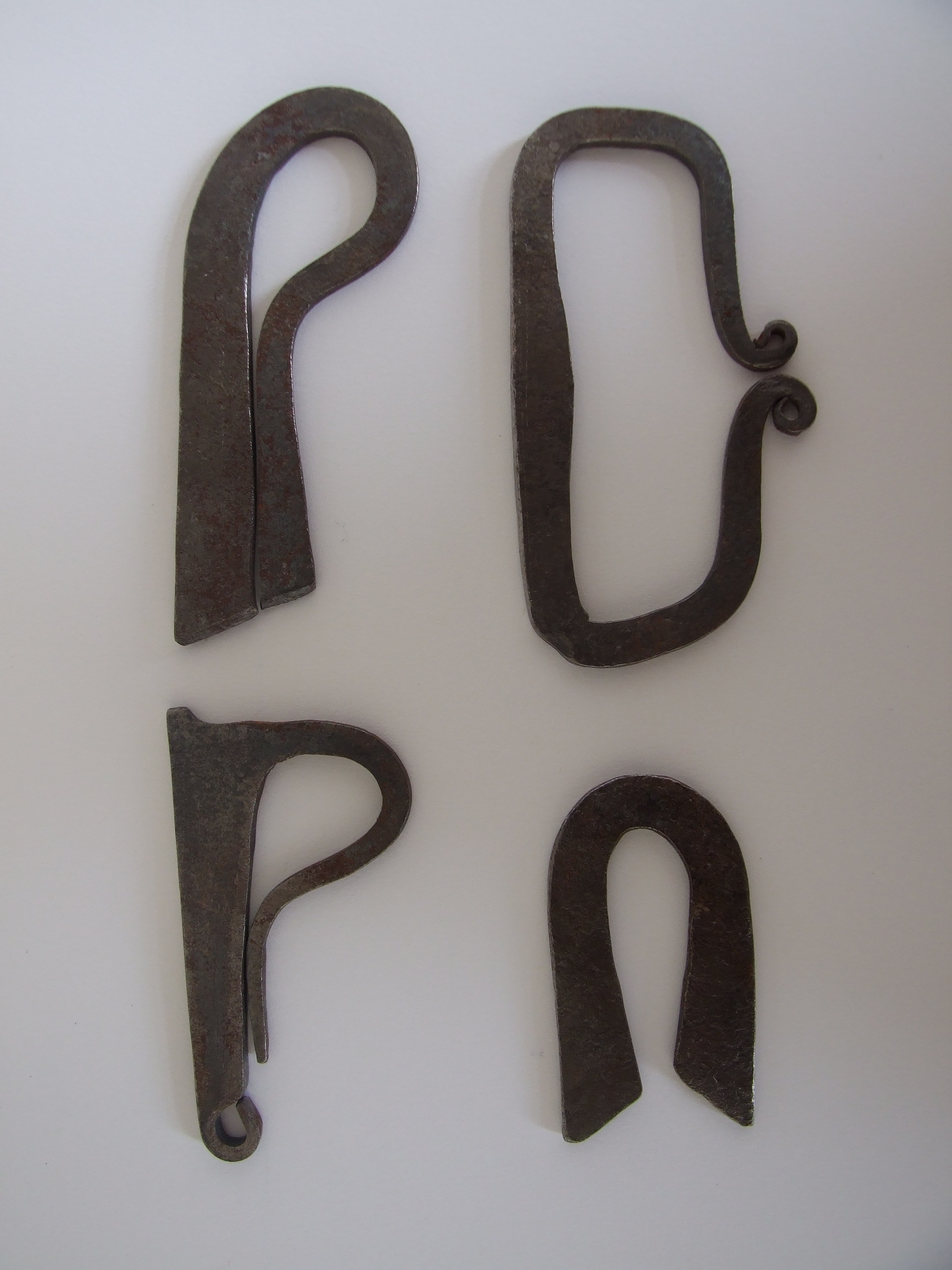
Reproducció de foguers del període Romà-medieval

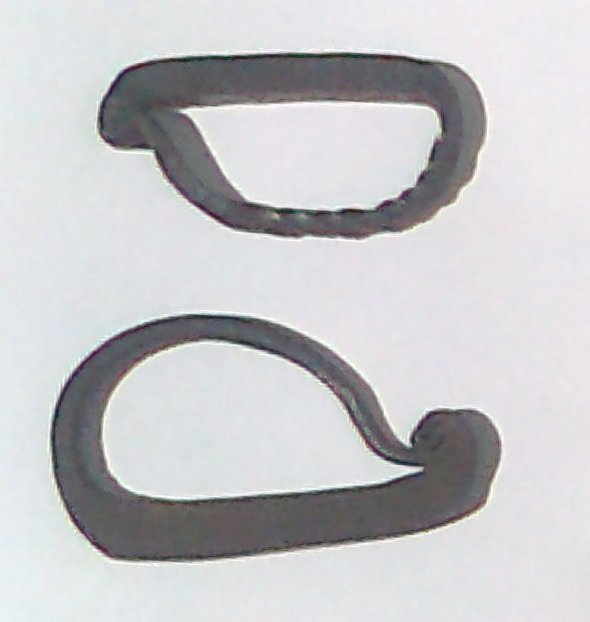
Reproducció de foguers de Brittany del final del

Escut d'armes serbi (4 foguers)

Un foguer és una peça d'alt contingut de carboni o aliatge d'acer amb la que s'aconsegueix fer saltar espurnes colpejant-la amb un tros de sílex.
En els foguers moderns, els sílexs naturals generalment ja no s'utilitzen i han deixat pas als anomenats sílexs artificials fets d'aliatges de ferroceri.

## Història
En temps primitius, el foguer de percussió era sovint utilitzat per a iniciar un foc. Abans de l'era de l'acer, s'utilitzaven diferents varietats de pirita o marcassita, juntament amb el sílex i altres pedres, colpejant-les entre si per fer espurnes d'alta temperatura que es podien emprar per a iniciar un foc. Hi ha indicacions que Ötzi, «l'Home del gel» podria haver utilitzat pirites per fer foc, ja que es van trobar trossos de bolet d'esca entre els seus estris.
A partir de l'edat de ferro cap endavant, fins a la invenció dels mistos de fricció, colpejar l'acer contra el sílex era una manera comú de fer foc, i va ser el mètode més emprat a Europa durant els temps antics, l'edat mitjana i l'era dels vikings.
Quan s'utilitzava l'acer i el sílex, el foguer es guardava dins d'una caixa d'esca de metall juntament amb el sílex i l'esca. En canvi al Tibet i a Mongòlia es portaven dins d'una funda de cuiro anomenada chuckmuck. Al Japó, el ritu de fer foc per percussió es duia a terme utilitzant àgata o quars, ritu que també va ser utilitzat en rituals per atreure la bona sort o allunyar el mals esperits.

## Ús
A part d'utilitzar l'acer per a colpejar el sílex, es poden utilitzar moltes altres roques dures, no poroses, que tinguin la vora afilada, com el sílex, jaspi o calcedònia.
Es colpeja amb un brusc moviment descendent, el foguer contra el pedrenyal, fet que produeix una pluja d'espurnes sobre l'esca. Les espurnes (en realitat petits trossets de metall incandescent arrencats al colpejar el foguer, ja que la piroforicitat de l'acer fa que arribin a la seva temperatura de fusió.) creen petites flames sobre l'esca (o la tela de carbó), que un cop iniciada la seva combustió, només cal bufar una mica per encendre l'extrem d'una estella de fusta impregnada de sofre.
Normalment s'utilitza tela de carbó o esca fet del bolet d'esca per a recollir les espurnes de baixa temperatura generades al colpejar el foguer contra el sílex, llavors el foc incipient generat es porta sobre una altra esca i es bufa fins a obtenir una flama viva. Tot i així, molts camperols dels segles passats havien de fer foc sense tenir ni bolet d'esca ni tela de carbó, en el seu lloc guardaven plantes carbonitzades dins la seva caixa d'esca.
Atès que és molt difícil subsistir sense foc, el foguer formava una part molt important dels estris dels Almogàvers: «Vestien molt senzillament, tan sols una gonella o camisa curta (a l'estiu i a l'hivern), les polaines d'aquell temps i unes avarques de cuir. L'armament era molt lleuger: la llança, un coltell i dos dards. A més a més, al sarró hi duien pa per a dos o tres dies, i a la cintura un foguer per encendre el foc de la foguera.»